# 伊達郵便局
伊達郵便局（だてゆうびんきょく）
- 北海道伊達市にある郵便局。本記事にて記述する。
- 福島県伊達市にある郵便局。局番号は82200。

伊達郵便局（だてゆうびんきょく）は北海道伊達市にある郵便局。民営化前の分類では集配普通郵便局であった。

## 概要
住所：〒052-8799 北海道伊達市鹿島町29-3

## 沿革
- 1874年（明治7年） - 紋鼈（もんべつ）郵便取扱所として開設[1]。
- 1875年（明治8年）1月1日 - 紋鼈郵便局（五等）となる。
- 1886年（明治19年）12月16日 - 西紋鼈郵便局に改称。
- 1888年（明治21年）7月1日 - 為替・貯金取扱を開始。
- 1890年（明治23年）12月11日 - 西紋鼈郵便電信局となる。
- 1903年（明治36年）4月1日 - 通信官署官制の施行に伴い西紋鼈郵便局となる。
- 1926年（大正15年）2月1日 - 伊達郵便局に改称[2]。
- 1949年（昭和24年）1月16日 - 特定郵便局から普通郵便局に局種別改定[3]。
- 1956年（昭和31年）10月21日 - 電話通話および和文電報受付事務の取扱を開始[4]。
- 1978年（昭和53年）11月 - 局舎新築落成。
- 1999年（平成11年） - 外国通貨の両替および旅行小切手の売買に関する業務取扱を開始。
- 2007年（平成19年）10月1日 - 民営化に伴い、併設された郵便事業伊達支店に一部業務を移管。
- 2009年（平成21年）9月14日 - 郵便事業苫小牧支店黄金集配センターの廃止に伴い、伊達支店が業務を承継。
- 2012年（平成24年）10月1日 - 日本郵便株式会社の発足に伴い、郵便事業伊達支店を伊達郵便局に統合。

## 取扱内容
- 郵便、印紙、ゆうパック、内容証明
- 貯金、為替、振替、振込、国際送金、外貨両替・トラベラーズチェック、国債、投資信託
- 生命保険、バイク自賠責保険、自動車保険、がん保険、引受条件緩和型医療保険
- ゆうちょ銀行ATM
- 伊達市内の一部地域の集配業務（有珠地区は「有珠郵便局」、大滝区は「大滝郵便局」一部は「喜茂別郵便局」が担当）
- ゆうゆう窓口

## 周辺
- 伊達市役所
- イオン伊達店
- 国道37号
- 紋別川

## アクセス
- JR室蘭本線 伊達紋別駅から東へ約900m（徒歩約11分）
- 道南バス 伊達網代町停留所下車
- 道央自動車道 伊達ICから南西へ約3km
- 駐車場あり：5台